# Parsons School of Design
Parsons School of Design (známá též jako Parsons) je soukromá umělecká škola v Greenwich Village v New Yorku, na které se vyučují obory jako architektura, kurátorství i interiérový nebo textilní design. Založena byla v roce 1896 malířem Williamem Merrittem Chasem a první dva roky nesla název The Chase School (Chaseova škola). Poté se až do roku 1909 jmenovala New York School of Art (Newyorská škola umění) a následně do roku 1936 New York School of Fine And Applied Art (Newyorská škola krásného a užitého umění). V roce 1936 dostala název Parsons School of Design (Parsonsova škola designu) podle Franka Alvaha Parsonse. Parsonsova škola je součástí univerzity The New School. Mezi absolventy školy patří například malíř Adolph Gottlieb, malíř Julie Umerle, ilustrátor Ian Falconer a návrhář Marc Jacobs.